# Nordische Skiweltmeisterschaften 1929/Teilnehmer (Finnland)
| Goldmedaillen | Silbermedaillen | Bronzemedaillen |
| ------------- | --------------- | --------------- |
| 2             | 2               | 1               |

Finnland meldete für die 6. Nordischen Skiweltmeisterschaften, die vom 5. Bis 10. Februar 1929 in Zakopane in Polen stattfanden, fünf Teilnehmer für die offiziellen Einzeldisziplinen und eine aus vier Soldaten bestehende Mannschaft für den Militärpatrouillenlauf zuzüglich der namentlich bisher unbekannten Ersatzleute für diesen Wettbewerb. 
Mit Anselm Knuuttila und Veli Saarinen stellte Finnland die Stars dieser Weltmeisterschaft. Beide Athleten konnten in den Wettbewerben im Skilanglauf über 18 bzw. 50 km jeweils eine Gold- und eine Silbermedaille gewinnen. Die fünfte Medaille steuerte Esko Järvinen in der Nordischen Kombination bei. 
Im inoffiziellen Militärpatrouillenlauf, der mit vier soldatischen Vertretern bestritten wurde, blieb ebenfalls die finnische Mannschaft siegreich. Der Sieg in diesem Wettbewerb wird in der Medaillenbilanz nicht gezählt. 

## Die Teilnehmer und ihre Ergebnisse
| Sportler         | Verein             | Skilanglauf 18 km | Skilanglauf 50 km | Skispringen K-60 | N. Komb. 18 km / K-60 | Ski Alpin Abfahrt | Patrouille 28 km |
| ---------------- | ------------------ | ----------------- | ----------------- | ---------------- | --------------------- | ----------------- | ---------------- |
| Kalle Heikkinen  |                    | -                 | –                 | –                | –                     | –                 | 1.               |
| ? Hujanen        |                    | –                 | –                 | –                | –                     | –                 | 1.               |
| Esko Järvinen    | Lahden Hiihtoseura | –                 | –                 | 35.              | 3.                    | –                 | –                |
| ? Keuraja        |                    | –                 | –                 | –                | –                     | –                 | 1.               |
| Anselm Knuuttila |                    | 2.                | 1.                | –                | –                     | –                 | –                |
| ? Kurhumen       |                    | –                 | –                 | –                | –                     | –                 | 1.               |
| Väinö Liikkanen  | Virolahden Sampo   | 7.                | 4.                | –                | –                     | –                 | –                |
| Paavo Nuotio     | Lahden Hiihtoseura | –                 | –                 | 8.               | 7.                    | –                 | –                |
| Veli Saarinen    | Lahden Hiihtoseura | 1.                | 2.                | –                | –                     | –                 | –                |